# Шевченкове (Обухівський район)
Шевче́нкове — село в Україні, в Обухівському районі Київської області. Населення становить 19 осіб.

## Історія
Місцевість заселена з давніх часів — від другої половини V тис. до н. е. Про це свідчать численні пам'ятки археології, виявлені в околицях села. На північ від села в напрямку до с. Копачів — у яру поселення трипільської культури (друга половина V тис. до н.е), а також сліди селищ ранньої залізної доби та Київської Русі. Знахідки звідси, отримані під час археологічних розкопок, виставлено у с. Копачів, в місцевому відділенні Обласного археологічного музею. Дослідження проводила археологічна експедиція КЗ КОР Київський обласний археологічний музей та Інституту археології НАН України у 2006—2007 роках. Вище яру на плато — два кургани, імовірно ранньої бронзової доби. На північний захід від села — сліди поселень ранньої залізної доби (VI—V ст. до н. е.), черняхівської культури (ІІІ-IV ст.) та XVIII—XIX cт. На південь від села знайдено сліди поселення доби Київської Русі, датоване ХІІ- першою половиною ХІІІ ст.

## Населення

### Мова
Розподіл населення за рідною мовою за даними перепису 2001 року:
| Мова       | Кількість | Відсоток |
| ---------- | --------- | -------- |
| українська | 23        | 92%      |
| російська  | 2         | 8%       |
| Усього     | 25        | 100%     |

## Галерея

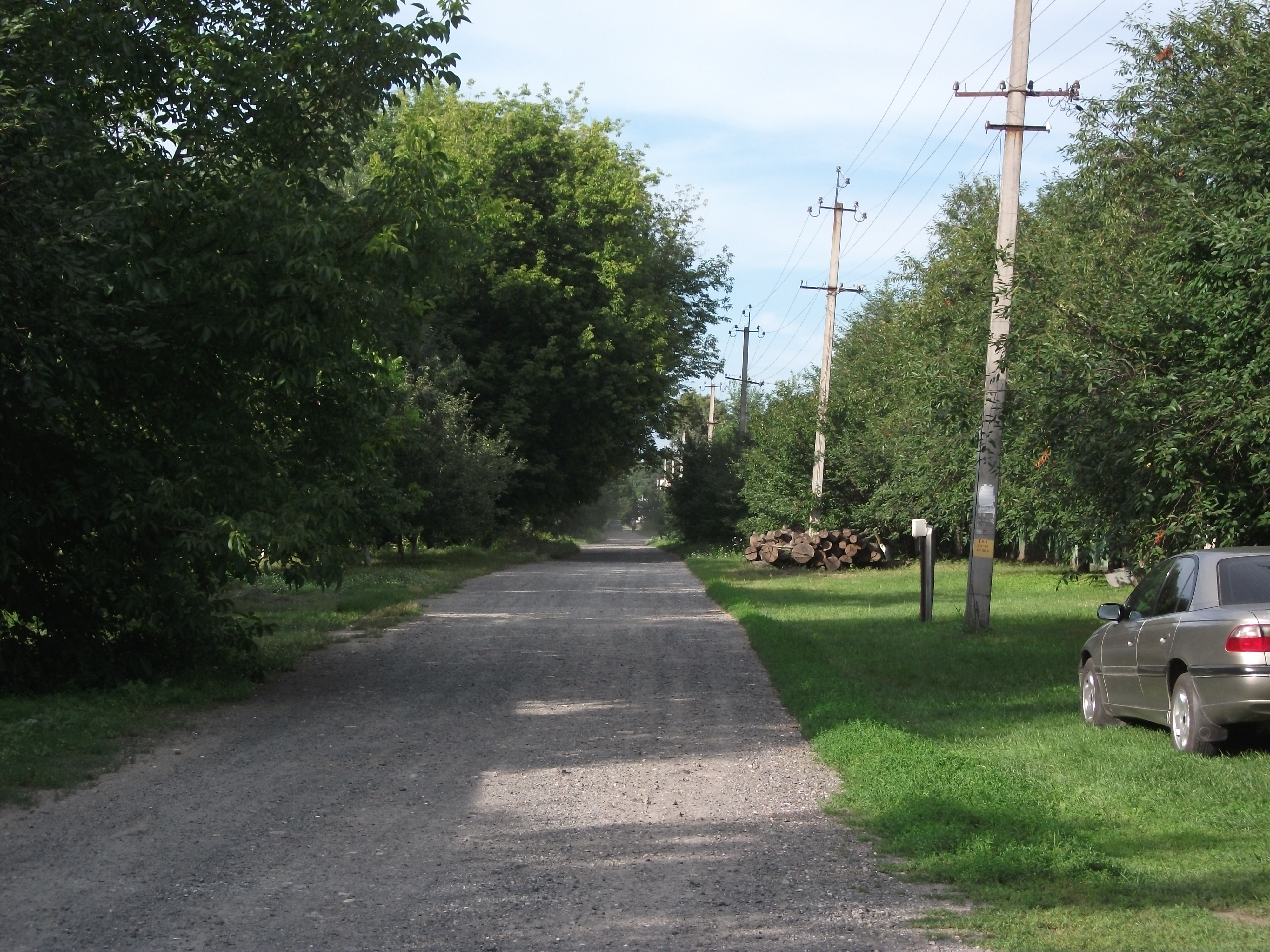
Вулиця у селі Шевченкове
Магазин-кафе-бар
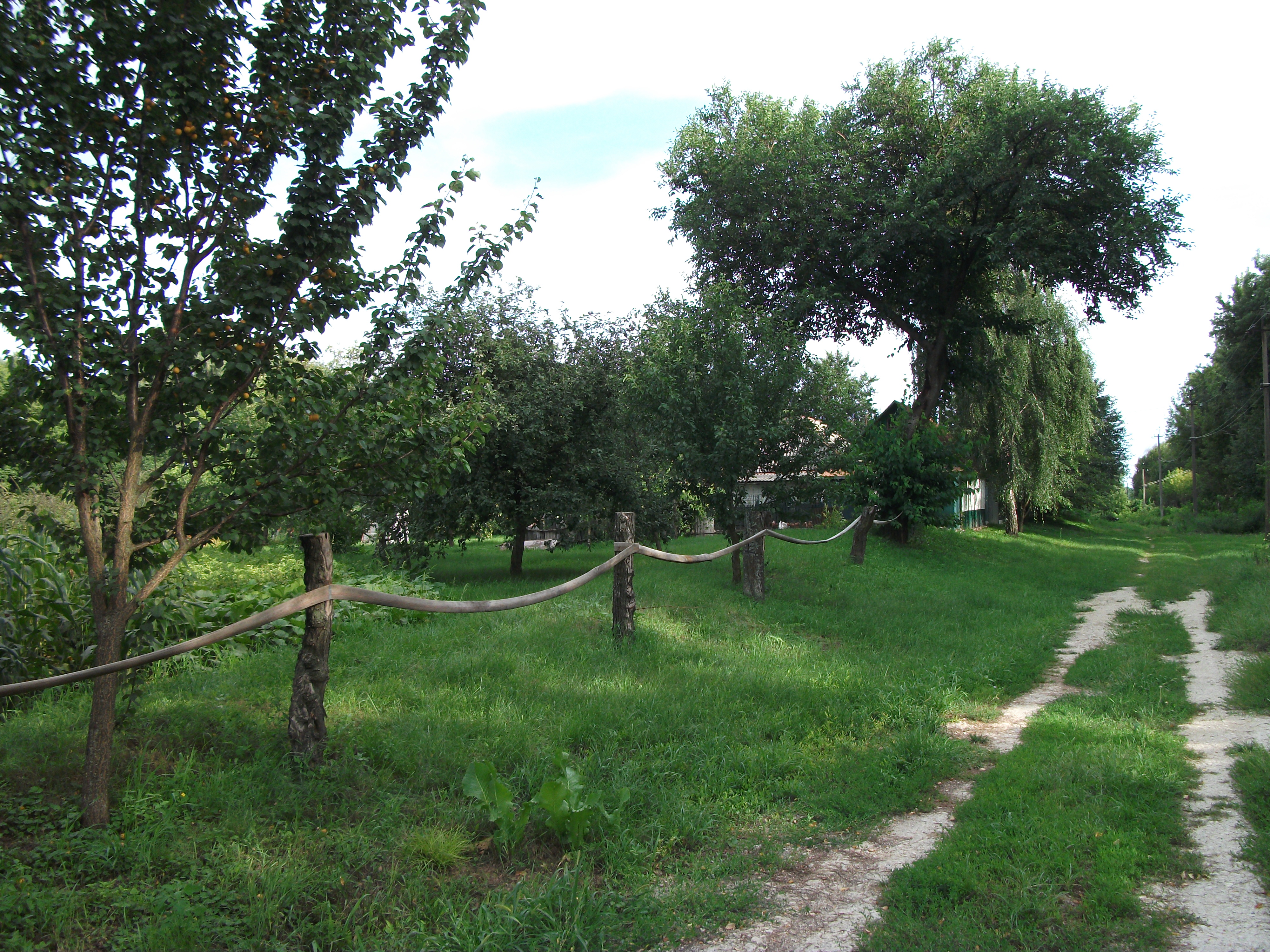
На околиці